# Lys vej
Lys vej (russisk: Светлый путь) er en sovjetisk film fra 1940 af Grigorij Aleksandrov.

## Medvirkende
- Ljubov Orlova - Tatjana Morozova
- Jevgenij Samojlov - Aleksej Lebedev
- Jelena Tjapkina - Marija Pronina
- Vladimir Volodin - Pjotr Taldykin
- Osip Abdulov - Fjodor Dorokhov